# José Ricardo Gómez Romero
José Ricardo Gómez Romero (Puebla de Zaragoza, Puebla, 4 de mayo de 1944 - Ciudad de México, 2 de julio de 2023) fue un químico, catedrático, investigador y académico mexicano. Se ha especializado en la solución de problemas en la industria petrolera, particularmente en catalizadores de reformación y desintegración catalítica, así como en la solución a los problemas de contaminación ambiental y energía limpia.

## Estudios y docencia
Cursó la licenciatura de química en la Benemérita Universidad Autónoma de Puebla. En 1971 obtuvo un doctorado en catálisis en la Universidad de Lyon I - Claude Bernard. Años más tarde, de 1979 a 1980, realizó una estancia posdoctoral en la Universidad de Montpellier.
En 1974 inició su trayectoria como docente en la Universidad Autónoma Metropolitana Unidad Iztapalapa, institución en la que fue nombrado profesor distinguido en 1991 y profesor emérito en 2013. Como profesor invitado ha impartido cursos y seminarios en la Université des Sciences et Tecniques du Languedoc (Montpellier 2) y en la École nationale supérieure de chimie de Montpellier.

## Investigador y académico
De 1972 a 1974 colaboró como investigador “C” para el Instituto Mexicano del Petróleo. Realizó algunas investigaciones en el Centre National de la Reserche Scientific. En 1974 se integró a la Universidad Autónoma Metropolitana Unidad Iztapalapa en donde fue jefe del Área de Catálisis de 1974 a 1981 y de 1985 a 1994 y jefe del Departamento de Química de 1982 a 1985. Sus líneas de investigación han sido en la catálisis heterogénea aplicada a procesos de refinación del petróleo y petroquímica. Asimismo ha incursionado en el desarrollo de materiales fotocalíticos para abatimiento fotoquímico de contaminantes y generación de hidrógeno (obtención de energía limpia a partir de la descomposición de agua en H² y O²).
Ha sido evaluador académico de proyectos del Consejo Nacional de Ciencia y Tecnología (Conacyt). Es miembro de la Sociedad Química de México y de la Academia Mexicana de Ciencias. Fue presidente de la Sociedad Iberoamericana de Catálisis. Fue investigador nivel III del Sistema Nacional de Investigadores, en 2010 fue nombrado investigador emérito. Es miembro del Consejo Consultivo de Ciencias de la Presidencia de la República.

## Obras publicadas
Ha publicado más de 220 artículos científicos para revistas nacionales e internacionales. Ha sido citado en más de 2000 ocasiones. Ha colaborado para las revistas Catalysis Commnications, Reaction Kinetics Mechanisms and Catalysis, Latin American Applied Research, The Open Catalysis Journal, Journal of Catalysis, Applied Catalysis Chemistry A General, Applied Catalysis B Environmental, Journal Physics Chemistry, New Journal Chemistry, Canadian Journal Chemistry, Collid and Surface Science, Chemistry of Materials y Material Chemistry entre otras.

## Premios y distinciones
- Profesor Distinguido por la Universidad Autónoma Metropolitana desde 1991.
- Premio Nacional de Ciencias y Artes en el área de Tecnología y Diseño otorgado por la Secretaría de Educación Pública en 1993.
- Premio Nacional de Química “Andrés Manuel del Río” otorgado por la Sociedad Química de México en 1995.
- Reconocimiento al Mérito Académico por la Benemérita Universidad Autónoma de Puebla en 1997.
- Premio Scopus en el área de química, otorgado por la editorial Elsevier en 2008.
- Investigador Emérito por el Sistema Nacional de Investigadores del Consejo Nacional de Ciencia y Tecnología desde 2010.
- Profesor Emérito por la Universidad Autónoma Metropolitana desde 2013.